# Villes et pays d'art et d'histoire
In Francia le villes et pays d'art et d'histoire, (in italiano; città e terre d'arte e storia), sono, dal 1985, città e paesi francesi (collectivités locales) considerati di particolare pregio e per questo sottoposti a tutela. Tale titolo, rilasciato dal Ministero della Cultura e della Comunicazione, direzione dell'architettura e del patrimonio (DAPA), garantisce la competenza e la qualità dei servizi di valorizzazione del patrimonio culturale presenti in tali aree. Il sistema che accomuna tali città ha preso il nome di Réseau national des villes et pays d'art et d'histoire.
Al giugno 2009 nella lista figurano più di 130 località.

## Lista

### A
- Aix-en-Provence
- Albertville-Conflans
- Amiens
- Angers
- Angoulême e pays dell'Angoumois
- Annecy
- Arles
- Arras
- pays d'Auge
- Auray
- Autun
- Auxerre
- Avignone

### B
- Basse-Terre
- Bastia
- pays delle Bastides del Rouergue (Najac, Sauveterre-de-Rouergue, Villefranche-de-Rouergue, Villeneuve (Aveyron))
- Bayonne
- Beaucaire
- Beaune
- Beauvais
- Besançon
- Blois
- Bordeaux
- Boulogne-sur-Mer
- Bourges
- Briançon

### C
- Caen
- Cahors
- Cambrai
- pays di Carpentras e del Contado Venassino
- Chalon-sur-Saône
- Châlons-en-Champagne
- Chambéry
- Chauvigny
- Chinon
- pays de Clos del Cotentin
- Clermont-Ferrand
- Compiègne
- pays de Coutances

### D
- pays del Delfinato d'Alvernia
- Dieppe
- Digione
- Dinan
- Dole
- Douai

### E
- Épinal

### F
- Fécamp
- Figeac
- Fontenay-le-Comte
- pays del Forez
- Fougères
- Fréjus

### G
- Grasse
- Grenoble
- Guebwiller

### H
- pays dell'Haut-Allier

### J
- Joigny

### L
- pays del Lago di Paladru Les Trois Vals
- Langres
- Laon
- Laval
- Lectoure
- Le Havre
- Le Mans
- Le Puy-en-Velay
- Lilla
- Loches
- Lione

### M
- Marsiglia
- pays della Moriana e Tarantasia
- Meaux
- Mende
- Mentone
- Metz
- Montauban
- pays di Montbéliard
- pays dei Monts et Barrages
- Montluçon
- Montmorillon e pays Montmorillonnais
- Moulins

### N
- Nancy
- Nantes
- Narbona
- Nevers
- Nîmes
- Noisiel
- Noyon

### P
- Paray-le-Monial
- pays di Parthenay
- pays del Perche-Sarthois
- Périgueux
- Pézenas
- Poitiers
- Pontoise
- Provins

### Q
- Quimper

### R
- Reims
- Rennes
- pays di Riom
- Rochefort
- Roubaix
- Rouen

### S
- Saint-Denis
- Saintes
- Saint-Étienne
- Saint-Germain-en-Laye
- Saint-Malo
- Sainte-Marie-aux-Mines-Val d'Argent
- Saint-Omer
- Saint-Pierre (Martinica)
- pays di Saint-Pierre - Saint-Louis
- San Quintino
- Samoëns
- Sarlat-la-Canéda
- Sedan
- Senlis
- Soissons
- Strasburgo

### T
- Tolosa
- Tours
- Troyes

### U
- Uzès

### V
- Vaison-la-Romaine
- Valence
- pays della Valle della Dordogna
- pays della Valle della Têt
- Valognes
- Vannes
- Vendôme
- Vienne
- Villeneuve-lès-Avignon
- Vitré